# Чакви
Ча́кви (груз. ჩაქვი) — посёлок городского типа (даба) в Кобулетском муниципалитете Аджарии, Грузия. В посёлке расположены железнодорожная станция Чакви и платформа Чаквисцкали (на линии Натанеби — Батуми).
Сегодня Чакви — популярное место туризма и отдыха.

## Население
| 1959 | 1970 | 1979 | 1989 | 2002 | 2014 |
| ---- | ---- | ---- | ---- | ---- | ---- |
| 6183 | 5365 | 6374 | 7199 | 8100 | 6720 |

## История
В Чакви началась история грузинского чаеводства. Его восточный пригород носит название Чаисубани («чайный квартал»). Во времена Российской Империи сюда был вызван из Китая специалист по чаю, Лау Джон Джау, который вывел здесь первые чайные сорта.
Статус посёлка городского типа с 1954 года. Прежнее название — Чаква.
В советское время в Чакви действовали три чайные фабрики, чаепрессовочная фабрика, предприятия по производству плодово-ягодных вин и цитрусовых настоек. Имелись чайный и цитрусовый совхозы, а также филиал Всесоюзного НИИ чая и субтропических культур.
Здесь работала известный советский чаевод Ксения Бахтадзе.
Совхоз имени Ленина
В советское время в селе действовал совхоз имени Ленина. В этом совхозе трудились Герои Социалистического Труда директор совхоза Константин Григорьевич Гогия, главный агроном Вахтанг Леванович Микеладзе, старший агроном Нестор Ананьевич Каландадзе, заведующий отделом Василий Иосифович Мшвидобадзе, труженики совхоза Вера Константиновна Фрежева
и Татьяна Максимовна Цинцадзе.

## Туризм
Морской субтропический климат, тёплое чистое море с прекрасным галечно-песчаным пляжем, переходящим в живописную прибрежную сосновую и эвкалиптовую рощу, множество парков и садов делают Чакви отличным местом для отдыха и лечения. В северной части с давних времен существует высокая бетонная набережная, с которой хорошо видно море, Зеленый мыс и мыс Цихисдзири с замком отеля «Кастелло Маре». Огромный плюс Чакви — его безлюдность: здесь почти не бывает толп.